# Purujosa
Purujosa ist ein nordspanischer Ort und eine Gemeinde (municipio) mit nur noch 29 Einwohnern (Stand: 2024) im Westen der Provinz Saragossa im Westen der Autonomen Region Aragonien. Der Ort gehört zur bevölkerungsarmen Serranía Celtibérica.

## Lage und Klima
Der Ort Purujosa liegt am Río Isuela etwa 15 km (Luftlinie) südöstlich der maximal ca. 2315 m hohen Sierra de Moncayo und knapp 125 km (Fahrtstrecke) südwestlich der Provinzhauptstadt Saragossa nahe der Grenze zur altkastilischen Provinz Soria in einer Höhe von ca. 900 bis 980 m. Das Klima ist gemäßigt bis warm; der eher spärliche Regen (ca. 530 mm/Jahr) fällt mit Ausnahme der eher trockenen Sommermonate übers Jahr verteilt.

## Bevölkerungsentwicklung
| Jahr      | 1857 | 1900 | 1950 | 2000 | 2017 |
| Einwohner | 426  | 425  | 396  | 40   | 37   |

Die Mechanisierung der Landwirtschaft, die Aufgabe bäuerlicher Kleinbetriebe und der damit verbundene Verlust von Arbeitsplätzen führten seit der Mitte des 20. Jahrhunderts zu einem deutlichen Bevölkerungsschwund (Landflucht).

## Wirtschaft
Jahrhundertelang lebten die Bewohner des Ortes direkt oder indirekt als Selbstversorger von der Landwirtschaft, zu der hauptsächlich die Viehhaltung gehörte. Die Verarbeitung von Schafwolle war im 16. und 17. Jahrhundert ein bedeutender Wirtschaftsfaktor. Heute spielt der Obstbau eine wesentliche Rolle im Wirtschaftsleben des Ortes; außerdem werden Ferienwohnungen (casas rurales) vermietet.

## Geschichte
Obwohl der Ort zum Siedlungsgebiet der keltiberischen Lusonen gehörte, wurden Keltiberische, römische, westgotische und selbst arabisch-maurische Spuren bislang nicht entdeckt – auch wenn eine örtliche Legende von einem Besuch Kaiser Konstantins (reg. 306–337) berichtet. Um das Jahr 1120 wurde die Gegend von Alfons I. von Aragón zurückerobert (reconquista); er übergab sie dem Templerorden. Im 12. und 13. Jahrhundert wechselte der abgelegene kleine Bergort mehrfach den Grundherrn – auch das Zisterzienserkloster Veruela gehörte dazu. Die Gegend war lange Zeit zwischen den Königreichen Aragón und Kastilien umstritten (Guerra de los Dos Pedros); dieser Streit endete erst mit der Eheschließung der Katholischen Könige Isabella I. von Kastilien und Ferdinand II. von Aragón im Jahr 1469.

## Sehenswürdigkeiten

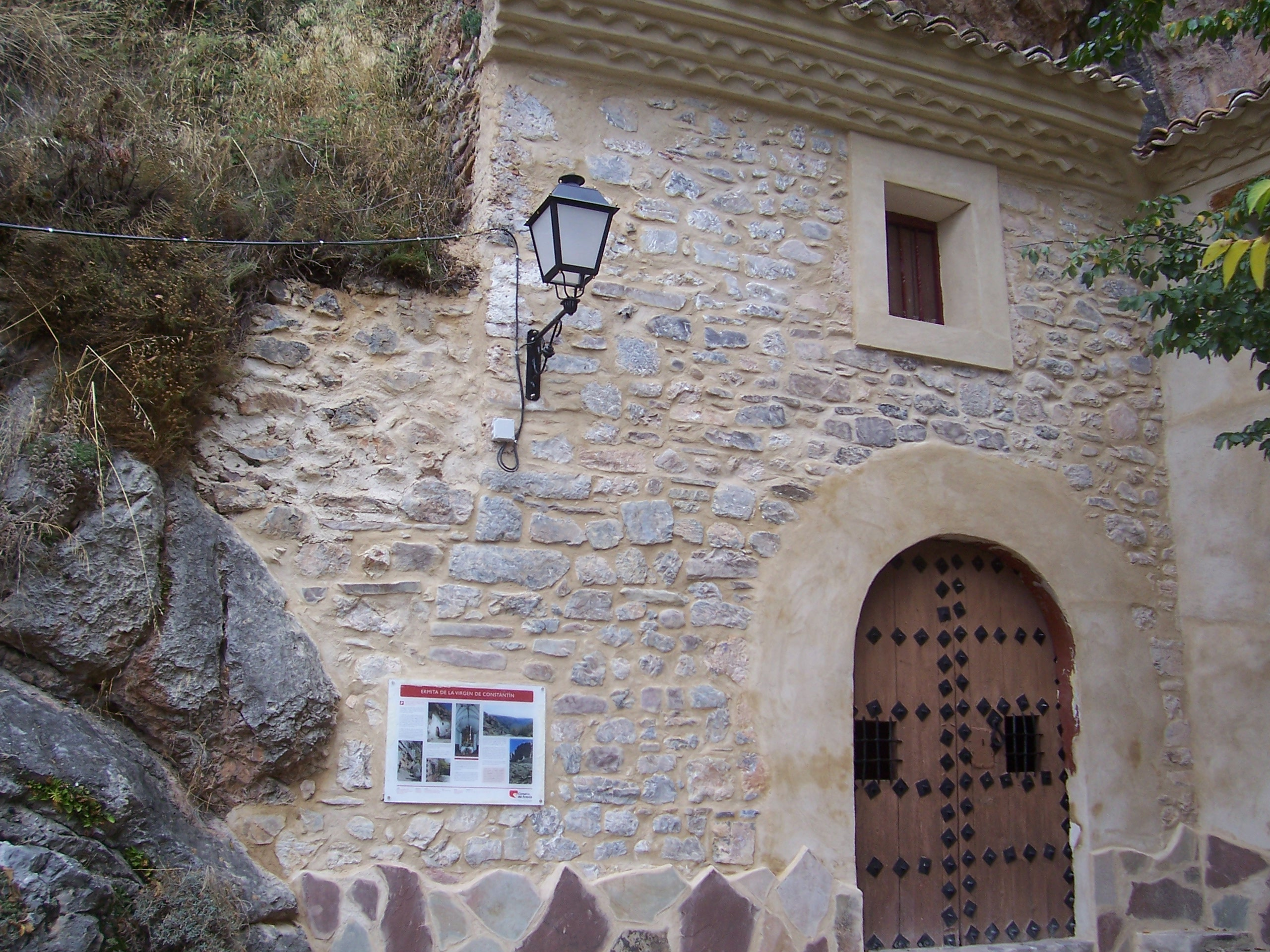
Purujosa – Ermita de la Virgen de Constantín

- Der Ort besteht überwiegend aus leerstehenden und teilweise ruinösen Häusern.
- Die einschiffige Kirche San Salvador hat einen romanischen Ursprung; sie wurde jedoch im 16. Jahrhundert modernisiert. Interessant ist die Tatsache, dass die beiden Kirchenglocken in die Fassade integriert sind. Im Innern finden sich zahlreiche abstrakte Dekormotive aus Stuck.[4][5]

Umgebung
- In der Umgebung des Ortes gibt es zahlreiche Wanderwege.
- In der etwa zwei Kilometer vom Ort entfernten und in eine Felswand hineingehauenen Ermita de la Virgen de Constantín wird eine spätromanische, polychrom bemalte Muttergottesfigur verehrt.[6]